# روژه مارتن دو گار
روژه مارتَن دو گار (به فرانسوی: Roger Martin du Gard) (زاده 23 مارس ۱۸۸۱ – درگذشته ۲۲ اوت ۱۹۵۸) نویسندهٔ فرانسوی بود که برندهٔ جایزه نوبل ادبیات شد.

## جوایز
- جایزه ادبی نوبل (۱۹۳۷)

## روزشمار زندگی
- ۱۸۸۱ – در روز 23 مارس روژه مارتن دوگار در نویی سور سن، شهری در نزدیکی پاریس به دنیا آمد.
- ۱۸۹۶–۱۸۹۲ – در دبیرستان کندرسه، از دبیرستان‌های معتبر پاریس تحصیل کرد.
- ۱۸۹۸–۱۸۹۶ – در دبیرستان ژانسون دو سایی مشغول تحصیل بود.
- ۱۹۰۵–۱۸۹۹ – محصل مدرسهٔ سندشناسی که در آن کارشناسی اسناد قدیمی می‌آموختند بود. در شهر روآن به نظام وظیفه رفت. با نوشتن رساله‌ای دربارهٔ صومعهٔ ژومی یژ مدرکی در زمینهٔ بایگانی اسناد قدیمی گرفت.
- ۱۹۰۹–۱۹۰۶ – با دختری به نام هلن فوکو ازدواج کرد. کوشش‌هایی برای نوشتن رمان کرد که به جایی نرسید. رمانی با عنوان زندگانی یک قدیس نوشت که آن را نیمه کاره رها کرد. رمان دیگری با عنوان ماریز نوشت که آن را نیز نیمه کاره رها کرد و غیر از صد صفحهٔ آن که در سال ۱۹۰۹ با نام یک کدام از ما منتشر شد، بقیه را پاره کرد. رمان شدن را منتشر کرد که توفیق اندکی یافت.
- ۱۹۱۲–۱۹۱۰ – رمان ژان باروا را می‌نوشت.
- ۱۹۱۴–۱۹۱۳ – انتشار رمان ژان باروا در سال ۱۹۱۳. به کار تئاتر پرداخت. نمایش‌نامهٔ کمدی وصیت‌نامهٔ بابا لولو را دربارهٔ روستاییان در سال ۱۹۱۴ نوشت و به صحنه آورد.
- ۱۹۱۸–۱۹۱۴ – در بسیج عمومی به نیروی نظامی پیوست و با درجهٔ گروهبان سوم سووار در جنگ جهانی اول شرکت کرد.
- ۱۹۳۰–۱۹۲۰ – به نوشتن و منتشر کردن نیمهٔ اول رمان خانواده تیبو در شش بخش مشغول شد. دفترچهٔ خاکستری در سال ۱۹۲۲، ندامتگاه در سال ۱۹۲۲، فصل گرم در سال ۱۹۲۳، طبابت در سال ۱۹۲۸، سورلینا در سال ۱۹۲۸ و مرگ پدر در سال ۱۹۲۹. دومین نمایش‌نامهٔ کمدی خود را دربارهٔ روستاییان با نام باد نوشت که هیچ وقت به صحنه نیامد.
- ۱۹۳۱ - در تصادف شدید خودرو مجروح شد. در دوران بیماری و استراحت مجال یافت تا دربارهٔ طرح ابتدایی رمان خانوادهٔ تیبو بیندیشد و در نتیجه از آن طرح دست برداشت. در دوران نقاهت برای سرگرم کردن خود داستان کوتاه درد دل آفریقایی و همچنین نمایش‌نامهٔ سر به تو را نوشت.
- ۱۹۳۳ – در کنار نوشتن دنبالهٔ خانوادهٔ تیبو کتاب فرانسه کهن را نوشت که مجموعه‌ای از طرح‌هایی دربارهٔ زندگی شهرستانی فرانسه‌است.
- ۱۹۳۶ – انتشار تابستان ۱۹۱۴ بخش هفتم خانوادهٔ تیبو
- ۱۹۳۷ – دریافت جایزه نوبل ادبیات
- ۱۹۴۰ – انتشار سرانجام آخرین بخش خانوادهٔ تیبو
- ۱۹۵۸–۱۹۴۱ – نوشتن رمان مفصل خاطرات سرهنگ مومور که بیست بار آن را رها کرد و از سر گرفت و سرانجام ناتمام ماند.
- ۱۹۵۸ – در روز ۲۲ اوت در ملک خود در دهکدهٔ ترتر درگذشت.